# Xaxim
Xaxim là một đô thị thuộc bang Santa Catarina, Brasil. Đô thị này có diện tích 294,715 km², dân số năm 2007 là 24318 người, mật độ 85,3 người/km².